# Радойичич, Зоран
Зоран Радойичич (серб. Зоран Радојичић; род. 24 октября 1963, Лазаревац, СР Сербия, Югославия) — сербский политик, мэр Белграда (2018—2022).

## Биография
Родился 24 октября 1963 года в Лазареваце. В 1989 году окончил медицинский факультет Белградского университета, а позже защитил магистерскую и докторскую диссертации в 1998 и 2006 годах соответственно.
До вступления в политическую должность в 2018 году работал в Университетской детской больнице в Белграде, а также является профессором хирургии на медицинском факультете Белградского университета.
7 июня 2018 года был назначен мэром Белграда по выдвижению Сербской прогрессивной партии по итогам выборов в городское собрание Белграда 2018 года. Хотя Радойчич был мэром, заместитель мэра Горан Весич обладал большей властью и влиянием и иногда его называли «фактическим мэром». Радойчич покинул свой пост 20 июня 2022 года. Его сменил Александар Шапич.

## Личная жизнь
У Радойичича есть супруга Татьяна, с которой у них есть двое сыновей.